# Esaias Tegnér
Esaias Tegnér (Kyrkerud, 13. studenog 1782. – Östrabo, 2. studenog 1846.) bio je švedski nacionalni pjesnik 19. stoljeća, profesor estetike i grecistike te biskup Växjöa od 1824., nadimka »švedski Schiller«. Predstavnik je romantičarskog i klasicističkog pokreta u švedskoj poeziji. Njegova ranija djela odražavaju njegovo klasično obrazovanje i utjecaje njemačke, romantičarske književnosti, od koje se kasnije odmakao zbog negodovanja oko njenog misticizma. Primio je Nagradu Švedske akademije za poemu Svea (1811.), a član Akademije postao je 1818. godine. Najznačajnije njegovo djelo jest Frithiofs saga (1825.), ep u 24 pjevanja inspiriran istoimenom sagom legendi koji je uvršten u kanon švedske književnosti.

## Djela
- Nattvards-barnen (»Djeca večere Gospodnje«), zbirka pjesama, 1820.
- Axel, pripovijest u stihovima, 1822.
- Frithiofs saga (»Saga o Frithjofu«), ep, 1825.
- Smärre samlade dikter (»Manje sakupljene pjesme«), zbirka pjesama, 1828.
- Tal vid särskilta tillfällen (»Govori iz posebnih prigoda«), zbirka prijepisa javnih govora u tri dijela, 1831. – 1842.

## Vanjske poveznice
- Popis javno dostupnih djela i izdanja, Litteraturbanken (švedski)